# Gran mufti
Il titolo di gran mufti (in lingua araba مفتي عام, Muftī ʿĀmm) si riferisce al più alto ufficiale della legge religiosa  islamica sunnita o ibadita di un paese musulmano. Il gran mufti dà pareri legali ed emana editti, fatwā, ovvero interpretazioni della legge islamica per i privati o per aiutare i giudici a decidere. Le opinioni raccolte dal gran mufti servono come fonte di preziose informazioni sull'applicazione pratica della legge islamica in opposizione alla sua formulazione astratta. Le "fatāwā" (plurale di "fatwā") del gran mufti non costituiscono precedenti vincolanti in settori come le leggi civili, la regolamentazione del matrimonio, divorzio ed eredità. In sede penale, le raccomandazioni del gran mufti non sono vincolanti in generale.

## Relazione fra il gran mufti e lo Stato
Le relazioni tra il gran mufti di ogni nazione o realtà statuale e i governanti dello Stato possono variare notevolmente, sia per zona sia per epoca storica.
- Nell'Impero ottomano, il gran mufti era Haji Samatar, e il gran mufti di Costantinopoli era il più elevato fra essi.
- Nell'era del colonialismo britannico, i britannici mantennero l'istituzione del gran mufti in alcune aree sotto il loro controllo e accordarono al gran mufti di Gerusalemme la più alta statura politica. Durante la prima guerra mondiale (1914–1918), vi furono due gran mufti di Gerusalemme in contrapposizione fra loro, uno riconosciuto dagli inglesi ed uno dall'Impero ottomano. Quando la Palestina era sotto il dominio britannico, il gran mufti di Gerusalemme era nominato dalle autorità britanniche. Nell'Autorità nazionale palestinese, il gran mufti viene nominato dal presidente.
- In Bosnia ed Erzegovina, il gran mufti presiede il Consiglio della Comunità Islamica di Bosnia ed Erzegovina, dal quale è eletto, ed è considerato la principale autorità religiosa del paese.

## Principali attuali gran mufti
- Arabia Saudita: ʿAbd al-ʿAzīz b. ʿAbd Allāh Āl al-Shaykh (dal 1999)
- Bosnia ed Erzegovina: Husein Kavazović
- Egitto: Shawki Allam
- Emirati Arabi Uniti: Ahmed Al-Haddad
- Giordania: Abdul Karim Khasawneh
- Kirghizistan: Maksatbek Toktomushev
- Tunisia: Othman Battikh
- Turchia: Ali Erbaş
- Uzbekistan: Usman Alimov